# Alessandro Costacurta
Alessandro Costacurta (født 24. april 1966) er en tidligere italiensk fodboldspiller og nuværende træner (dog uden job), der i hele sin aktive karriere spillede for A.C. Milan, bortset fra sæsonen 86/87, hvor han var udlånt til A.C. Monza. Blev efter at have trukket sig tilbage fra aktiv fodbold ansat i Milan som teknisk træner, indtil han d. 27. oktober 2008 blev ansat som træner i Serie B-klubben A.C. Mantova. Herfra trak han sig dog tilbage i februar 2009 på grund af dårlige resultater.
Costacurta var i sin aktive karriere sammen med Paolo Maldini, Franco Baresi og Mauro Tassotti en del af den legendariske "Fantastic Four"-bagkæde for A.C. Milan, der igennem slut-80'erne og begyndelsen af 90'erne var frygtet af alverdens angribere for deres næsten ugennembrydelige forsvarslinje.
Er gift med den tidlige Miss Italy-vinder og skuespiller Martina Colombari. Sammen har de sønnen Achille.

## Trofæer

### Nationale trofæer
- Serie A | 7 gange

Milan: 1987-1988, 1991-1992, 1992-1993, 1993-1994, 1995-1996, 1998-1999, 2003-2004
- Den Italienske Supercup | 5 gange

Milan: 1988, 1992, 1993, 1994, 2004
- Coppa Italia | 1 gang

Milan: 2002-2003

### Internationale trofæer
- Europacup for mesterhold / Champions League | 5 gange

Milan:  1988-1989, 1989-1990, 1993-1994, 2002-2003, 2006-2007
- Den Europæiske Supercup | 4 gange

Milan: 1989, 1990, 1994, 2003
- Intercontinental Cup | 2 gange

Milan: 1989, 1990